# Microband
Microband è una compagnia di teatro comico musicale fondata nel 1983.

## Storia
Formata nel 1983 da Luca Domenicali e Danilo Maggio, nel 1985 viene scoperta da Pupi Avati e nel 1987 viene lanciata da Renzo Arbore.
Dal 1985 si esibisce in alcuni dei più grandi Festival internazionali e in moltissimi teatri, oltre che in Italia, in Giappone, Regno Unito, Francia, Germania, Svizzera, Danimarca, Portogallo, Grecia, Croazia, Austria, Slovenia, Isole Azzorre, Azerbaigian etc....
Selezionata per la Tasse d'Or al Festival International de l'Humour di Cannes, vince il 1º Premio al Festival Internazionale di Lipsia, e nel 2000 è invitata al Festival di Edimburgo.
Nel 2007 la compagnia produce lo spettacolo "S.M.S. (Strange Music Symphony)" nel quale la ricerca sul potenziale comico dei vari generi musicali si è sviluppata attingendo alle musiche, tra gli altri, di Astor Piazzolla, Gioachino Rossini, Paolo Conte, Serge Gainsbourg, Jethro Tull, Philip Glass.
Nel 2008 al Festival Internazionale di Recklinghausen, in Germania, sono stati chiamati come ospiti al Gala per la presentazione della prima teatrale dello spettacolo con Kevin Spacey e Jeff Goldblum. Nel 2012 viene invitata al Gala di inizio anno dalla Filarmonica di Essen, in cui lavora al fianco dei due attori protagonisti del film Premio Oscar Le vite degli altri. 
Nell'aprile del 2016 ha prodotto lo spettacolo "Classica for Dummies" interamente dedicato alle pagine più clamorosamente belle della musica classica di tutti i tempi.
Nel 2013 e nel 2014, al fianco di Marco Balbi, Marcella Formenti, Nicola Stravalaci e Lucia Vasini partecipa allo spettacolo Bennisuite, prodotto dal Tieffe Teatro di Milano
e tratto da testi di Stefano Benni. 
Per questo spettacolo Microband ha composto le musiche originali.
Dopo il grande successo internazionale di “Classica per Dummies” con centinaia di repliche effettuate nei teatri di tutta Europa dal 2016 al 2022, nel Maggio del 2022 ha dato vita a “Duel”(The Best of), uno spettacolo in cui Microband ha raccolto il meglio del suo ricchissimo repertorio ed inserito una serie di numeri totalmente nuovi sempre caratterizzati dal connubio tra musica, virtuosismo e comicità.
“Duel” ha debuttato con grande successo a Berlino nel Maggio del 2022.